# Saison 2015-2016 du FK Rostov
Maillots
La saison 2015-2016 du FK Rostov est la vingt-deuxième saison du club rostovien en championnat de Russie de première division depuis sa création en 1992, et la septième consécutive depuis sa promotion de la deuxième division à l'issue de la saison 2008.
Généralement habitué à se battre pour le maintien, notamment illustré par la quatorzième place du club la saison précédente l'ayant obligé à passer par un barrage de relégation pour se sauver, et n'ayant jamais dépassé la sixième place du championnat auparavant, Rostov effectue une saison exceptionnelle le voyant terminer vice-champion de Russie, ayant même occupé la place de leader durant quelques journées avant de devoir laisser la place au CSKA Moscou qui remporte le titre.
L'équipe est dirigée cette saison-là par le technicien turkmène de 63 ans Kurban Berdyev, arrivé au club lors du mois de décembre 2014. Celui-ci met en place un jeu en contre-attaque permettant à l'équipe d'inscrire quarante-et-un buts en championnat pour seulement vingt encaissés. Les attaquants Sardar Azmoun et Dmitri Poloz s'y démarquent notamment, les deux inscrivant respectivement neuf et sept buts au cours de la saison, tandis que le gardien Soslan Djanaïev et les défenseurs César Navas et Timofei Kalachev sont notamment cités parmi les principaux acteurs de la solidité défensive de l'équipe.
Les Rostoviens prennent également part à la Coupe de Russie. Ils y effectuent cependant un parcours décevant, étant éliminés d'entrée par le FK Tosno, équipe de deuxième division.

## Avant-saison

### Genèse de la saison
Figure récurrente de la première division russe, dont il est l'un des membres fondateurs lors de la saison 1992, le FK Rostov entame alors sa vingt-deuxième saison dans l'élite du football russe, et la septième d'affilée depuis sa promotion de la deuxième division en  2008. La meilleure performance du club en championnat est alors une sixième place à l'issue de la saison 1998. Il se démarque autrement comme un acteur régulier des luttes pour le maintien, ce qui a été le cas lors de la saison 2014-2015 qui l'a vu terminer quatorzième du championnat avant de finalement se sauver après avoir remporté le barrage de relégation face au FK Tosno sur le score de 5-1.
La saison 2015-2016 de Premier-Liga est la vingt-quatrième édition de la première division professionnelle du championnat de Russie de football et la quatorzième sous l'appellation « Premier-Liga ». Elle voit s'opposer seize clubs en une série de trente rencontres. Le premier du championnat à l'issue de cette série est désigné champion de Russie et se qualifie directement pour la phase de groupes de la Ligue des champions, tandis que son dauphin obtient une place pour le troisième tour de qualification de la compétition. Les troisième et quatrième sont quant à eux qualifiés pour le troisième tour de qualification de la Ligue Europa tandis que le vainqueur de la Coupe de Russie accède directement à la phase de groupes, cette dernière place pouvant être réattribuée en fonction du classement final en championnat du club vainqueur. À l'autre bout du classement, les deux derniers à l'issue de la saison sont directement relégués en deuxième division tandis que le treizième et le quatorzième disputent un barrage de relégation face au troisième et au quatrième de cette même division.

### Préparation d'avant-saison
La pré-saison voit Rostov effectuer un stage d'entraînement de deux semaines dans la ville serbe de Stara Pazova entre le 29 juin et le 12 juillet 2015 où il dispute trois matchs amicaux. Le premier match, joué le 5 juillet, voit le club l'emporter sur le large score de 4-0 face à l'équipe bosniaque du Mladost Velika Obarska, avec des buts d'Alexandru Gațcan et d'Aleksandr Boukharov ainsi qu'un doublé de Dmitri Poloz. La deuxième rencontre, jouée quatre jours plus tard, se conclut sur une nouvelle victoire des Russes, cette fois face aux Serbes du Rad Belgrade, Moussa Doumbia et Timofei Kalachev inscrivant deux buts pour une victoire 2-1. Le dernier match amical, disputé le 12 juillet face au Radnički Niš, est très similaire au premier, Rostov l'emportant une nouvelle fois sur le score de 4-0, avec des nouveaux buts de Doumbia, Poloz et Kalachev, tandis que Guélor Kanga inscrit également son nom au tableau des buteurs.

## Mouvements de joueurs

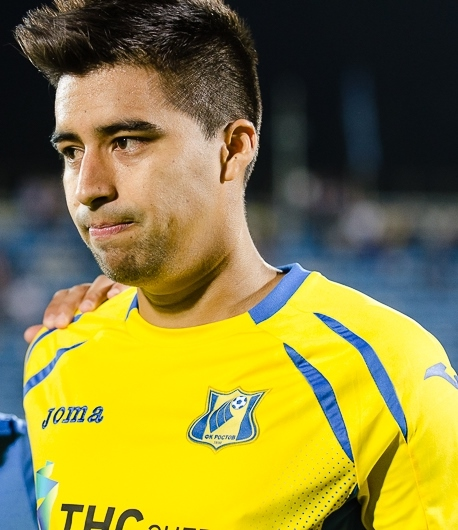
Arrivé du PAOK, Christian Noboa est une des recrues phares de l'été 2015.

La période des transferts de l'été 2015 voit Rostov être dans un premier temps sanctionné d'une interdiction totale d'inscrire de nouveaux joueurs dans son effectif par la fédération russe en raison de dettes impayées au mois de juin. Cela n'empêche cependant pas le club de prolonger le contrat de l'entraîneur Kurban Berdyev pour une année de plus à la fin du mois. Ces sanctions imposées sont finalement levées le 17 juillet après le remboursement de ses dettes. Elles sont cependant remises en place moins de deux semaines plus tard par la fédération, des dettes n'ayant toujours pas été payées avant d'être levées à nouveau, cette fois de manière définitive, à la fin du mois d'août.
L'intersaison voit notamment l'arrivée de plusieurs joueurs internationaux étrangers, notamment César Navas du Rubin Kazan et Christian Noboa du PAOK Salonique. L'Iranien Sardar Azmoun, déjà prêté au club la saison précédente, prolonge quant à lui son prêt pour une saison supplémentaire, qui est cette fois assorti d'une option d'achat. La période des transferts hivernale voit arriver Saeid Ezatolahi, un autre international iranien en provenance de l'Atlético Madrid, ainsi que Fiodor Koudriachov et Aleksandr Yerokhine venant respectivement du Terek Grozny et de l'Oural Iekaterinbourg.
Au niveau des départs, quatre joueurs prêtés la saison précédente quittent définitivement le club, Maksim Bordachev, Artyom Dziouba, Vladimir Granat et Maksim Grigoriev (en), qui retournent dans leurs équipes respectives. Dans le même temps, l'international lituanien Edgaras Česnauskis prend sa retraite à l'issue de la saison 2014-2015 tandis que Vitali Diakov, Igor Lolo, Stipe Pletikosa, Dmitri Torbinski, Alekseï Rebko et Siyanda Xulu voient tous leurs contrats s'achever et quittent Rostov. Au cours de l'été, le Croate Hrvoje Milić rentre au pays à l'Hajduk Split tandis qu'Azim Fatoullaïev (en) part au Ienisseï Krasnoïarsk. Le mercato hivernal voit le club enregistrer le départ du Costaricien Felicio Brown Forbes, arrivé durant l'été mais n'ayant pas joué le moindre match entre-temps, qui rejoint l'Arsenal Toula.

## Championnat de Russie

### Partie automne - Journées 1 à 18

#### Débuts positifs - Journées 1 à 7

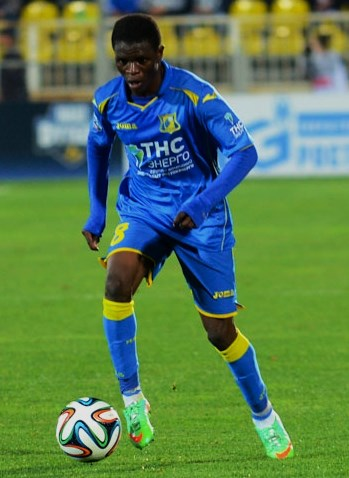
Moussa Doumbia est le premier buteur de la saison contre le Terek Grozny.

Partant avec l'ambition première de se maintenir confortablement en première division, Rostov commence sa saison par une rencontre à domicile face au Terek Grozny le 18 juillet 2015. Relativement dominateurs, les Rostoviens ouvrent le score par l'intermédiaire de Moussa Doumbia ouvre le score à la 38e minute de jeu avant qu'Igor Lebedenko (en) ne remette les deux équipes à égalité à la 70e minute, le score n'évolue pas par la suite et le match se conclut sur un match nul (1-1). La deuxième journée voit le club se déplacer sur la pelouse du FK Oufa. Après une première mi-temps vierge, Rostov ouvre le score d'entrée de jeu lors de la deuxième période par l'intermédiaire de Yoo Byung-soo. Les hôtes parviennent par la suite à égaliser à la 78e minute grâce à Oleksandr Zinchenko avant que les Rostoviens n'assurent finalement leur victoire au terme d'un match relativement équilibre par le biais de Bastos. Le match suivant face au FK Krasnodar à l'Olimp-2 voit les deux équipes se séparer sur un match nul et vierge, le premier de la saison en championnat, malgré une rencontre ouverte ayant vue pas moins de trente tirs de chaque côté.
Le club retrouve le chemin de la victoire dès le match suivant le 10 août en battant largement le Rubin Kazan sur sa propre pelouse, l'ancien kazanais Aleksandr Boukharov ouvrant rapidement le score dès la 4e minute de jeu avant que Guélor Kanga ne double la mise à la 39e minute pour donner aux siens un avantage de deux buts à la mi-temps. Toujours dominateurs en seconde période, les Rostoviens alourdissent encore le score à la 73e minute grâce à un doublé de Boukharov qui porte le score final à 3-0,. Rostov concède la semaine suivante le match nul chez lui contre le Krylia Sovetov Samara, l'ouverture du score de Dmitri Poloz sur penalty au quart d'heure de jeu étant annulée par l'égalisation de Georgi Gaboulov (en) à la 53e minute, les Samariens parvenant par la suite à défendre le point du match nul.
Opposés au CSKA Moscou, alors leader du championnat et restant sur cinq victoires lors des cinq premiers matchs, à l'Arena Khimki le 22 août dans le cadre de la sixième journée, Rostov ouvre rapidement la marque par le biais de Sardar Azmoun à la dixième minute de jeu. Mis en difficulté par la suite, le club craque finalement en deuxième mi-temps, Ahmed Musa remettant les deux équipes à égalité à la 66e minute de jeu avant qu'Alan Dzagoev ne donne la victoire au CSKA en fin de match, faisant concéder aux Rostoviens leur première défaite de la saison,. Ils se rattrapent cependant lors du match suivant contre l'Amkar Perm, qui les voit concrétiser une large domination à la 65e minute par l'intermédiaire de Christian Noboa, qui inscrit l'unique but du match tandis que les Permiens sont réduits à dix à partir de l'heure de jeu après l'exclusion de Fegor Ogude. Cette victoire permet au club de se classer à la cinquième place du championnat à la fin du mois d'août avec douze points en sept journées, à neuf points de la première place mais également des places de relégation directe.

#### Maintien en haut de classement - Journées 8 à 13

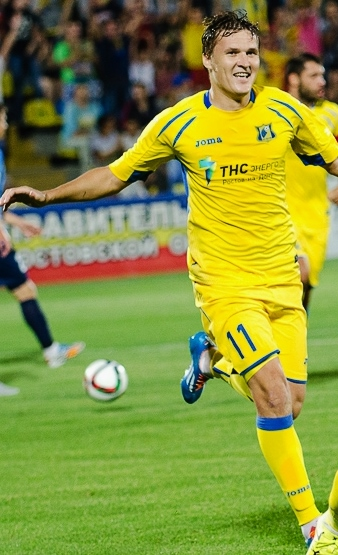
Aleksandr Boukharov marque le but de la victoire face au Mordovia.

Au retour de la trêve internationale de septembre, Rostov se déplace sur la pelouse du Spartak Moscou le 13 septembre. Ouvrant le score vers la demi-heure de jeu par l'intermédiaire de Quincy Promes, les hôtes maintiennent par la suite par la suite leur avantage et les Rostoviens subissent une deuxième défaite en trois matchs (1-0), qui le fait tomber à la septième place,. Celle-ci est suivie de deux victoires successives à domicile, d'abord face à l'Anji Makhatchkala, où un but de Pavel Mogilevets à la septième minute permet aux jaune et bleus de s'imposer sur le score de 1-0, avant d'enchaîner le 28 septembre face au Kouban Krasnodar, Dmitri Poloz inscrivant un doublé donnant la victoire aux siens, malgré un but égalisateur de Sergueï Tkatchiov entre-temps côté Kouban (2-1).
Ce début de série prend cependant fin dès la onzième journée, au début du mois d'octobre, qui voit le FK Rostov se déplacer sur la pelouse du Zénith Saint-Pétersbourg, champion de Russie en titre. Malgré un bon début de rencontre, les visiteurs ne parviennent pas à convertir leurs occasions. Les hôtes en profitent quant à eux, ouvrant le score à la 26e minute de jeu par l'intermédiaire d'Igor Smolnikov avant de doubler la mise huit minutes plus tard grâce à Artyom Dziouba. Les Rostoviens n'arrivent par la suite pas à refaire leur retard, Danny inscrivant même un troisième but pour le Zénith en fin de match pour porter le score final à 3-0.
Le FK Rostov se rattrape le 18 octobre à domicile face au Mordovia Saransk, dernier du championnat, qui concède un but contre son camp de Rouslan Nakhouchev (en) dès la dix-septième minute, avant d'égaliser huit minutes plus tard grâce à Vladimir Rykov (en). Dominés, les Saranskiens parviennent cependant à prendre l'avantage à l'heure de jeu par l'intermédiaire de Rouslan Moukhametchine qui porte le score à 2-1 pour les visiteurs. Les hôtes parviennent cependant à concrétiser leur domination en fin de match, Sardar Azmoun égalisant à la 83e minute avant qu'Aleksandr Boukharov ne redonne l'avantage aux jaune et bleus et porte le score final à 3-2 au terme d'une rencontre mouvementée. Rostov enchaîne dès la semaine suivante sur la pelouse du Lokomotiv Moscou, alors deuxième au classement, Dmitri Poloz donnant l'avantage aux siens à la 57e minute malgré la domination relative des hôtes avant que Moussa Doumbia n'assure la victoire rostovienne à la 85e minute de jeu.

#### Montée sur le podium - Journées 14 à 18
Le club continue sur la lancée au début du mois de novembre face au Dynamo Moscou, où au cours d'une rencontre équilibrée entre les deux équipes, les Rostoviens parviennent à prendre l'avantage à la 55e minute de jeu sur un but de Bastos, qui s'avère être le seul de la rencontre, les Moscovites ne parvenant pas à convertir leurs occasions (1-0). Cette troisième victoire d'affilée permet à Rostov de monter sur le podium pour la première fois de la saison, pointant à vingt-sept points après quatorze journées, à neuf unités du CSKA Moscou, solide leader.
Diminués par les blessures, les jaune et bleus parviennent à enchaîner une cinquième victoire d'affilée le 7 novembre sur la pelouse de l'Oural Iekaterinbourg, qui ouvre pourtant le score dès la sixième minute par l'intermédiaire d'Edgar Manucharian et domine nettement les débats tout au long de la rencontre. Les visiteurs égalisent cependant très rapidement, Dmitri Poloz remettant les deux équipes à égalité au quart d'heure de jeu. Ils parviennent par la suite à contenir la domination des hôtes, et parviennent même à arracher la victoire à la 84e minute grâce à un but de Vladimir Khozine contre son camp (1-2),.
Recevant le FK Oufa le 23 novembre pour le premier match de la phase retour, Rostov ouvre dans un premier temps le score à l'heure de jeu par l'intermédiaire de Dmitri Poloz qui transforme un penalty obtenu par Alexandru Gațcan. Menés à la mi-temps malgré une rencontre équilibrée, les Oufiens marquent finalement dix minute après le début de la deuxième période, Marcinho (en) remettant les deux équipes à égalité. Aucun autre but n'est inscrit par la suite, et la série de victoires des hôtes s'achève à l'issue de la rencontre (1-1).
Le déplacement à Krasnodar une semaine plus tard voit les deux équipes se neutraliser durant la grande majorité de la rencontre, malgré une domination notable des hôtes durant la deuxième période. Ces derniers ouvrent finalement le score à la 85e minute par l'intermédiaire de Pavel Mamaïev sur penalty. Les joueurs de Rostov réagissent cependant quatre minutes plus tard et Sardar Azmoun remet les deux équipes à égalité à une minute de la fin du temps réglementaire. Ceux-ci doivent finalement concéder la défaite lors du temps additionnel, qui voit Wánderson donner la victoire finale aux Krasnodariens, constituant leur première défaite depuis le 3 octobre (2-1). Ils terminent cependant l'année 2015 le 4 décembre sur une victoire à domicile face au Rubin Kazan, le gardien kazanais Sergueï Ryjikov inscrivant l'unique but de la rencontre contre son camp (1-0) et permettant à Rostov de se classer à la deuxième place au moment de la trêve hivernale, comptant trois points de retard sur le leader le CSKA Moscou et deux d'avance sur le troisième le Lokomotiv Moscou,.
Extrait du classement de Premier-Liga 2015-2016 à la trêve hivernale
| Rang | Équipe           | Pts | J  | G  | N | P | Bp | Bc | Diff |
| --- | ---------------- | --- | -- | -- | - | - | -- | -- | ---- |
| 1 | CSKA Moscou      | 37  | 18 | 11 | 4 | 3 | 29 | 18 | +11  |
| 2 | FK Rostov        | 34  | 18 | 10 | 4 | 4 | 23 | 16 | +7   |
| 3 | Lokomotiv Moscou | 32  | 18 | 9  | 5 | 4 | 30 | 23 | +7   |
| 4 | Spartak Moscou   | 30  | 18 | 9  | 3 | 6 | 26 | 23 | +3   |
| 5 | FK Krasnodar     | 30  | 18 | 8  | 6 | 4 | 29 | 19 | +10  |
| - Phase de groupes de la Ligue des champions 2016-2017 - Troisième tour de qualification de la Ligue des champions 2016-2017 - Troisième tour de qualification de la Ligue Europa 2016-2017 |                  |     |    |    |   |   |    |    |      |

### Partie printemps - Journées 19 à 30

#### Prise de la première place - Journées 19 à 25

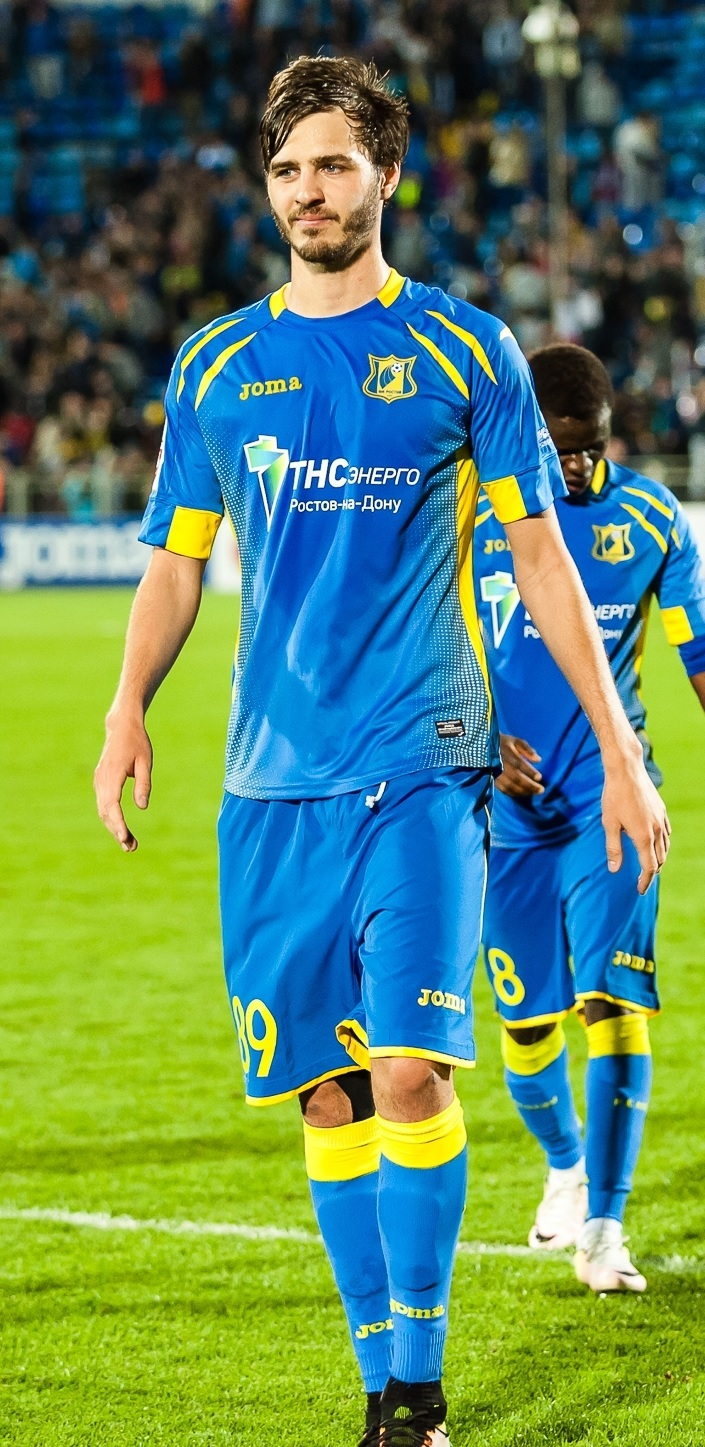
Aleksandr Yerokhine inscrit le troisième but de la victoire face au Zénith.

Reprenant la compétition le 5 mars 2016, Rostov se déplace à cette occasion sur la pelouse du Krylia Sovetov Samara, qui lutte pour son maintien. La rencontre s'avère équilibrée, avec une légère domination des Samariens qui ne parviennent pas à concrétiser leurs occasions. C'est finalement les visiteurs qui inscrivent le seul et unique but de la rencontre, le capitaine Alexandru Gațcan donnant l'avantage aux siens à la demi-heure de jeu. Le score n'évolue pas par la suite et les jaune et bleus s'imposent une nouvelle fois sur le score d'un à zéro
.
La rencontre suivante constitue un match décisif, les Rostoviens, deuxièmes, recevant en effet le CSKA Moscou, leader du championnat, dans le cadre de la vingtième journée, les deux équipes sont alors séparées par trois points tandis que les Moscovites ont l'avantage des victoires en confrontations directes après leur victoire 2-1 au match aller. Disputant un match très fermé, c'est finalement les hôtes qui parviennent à ouvrir le score en toute fin de première période par l'intermédiaire de Sardar Azmoun qui permet aux siens de mener à la pause. Ils parviennent par la suite à défendre leur avantage, Moussa Doumbia parvenant même à doubler la mise dans le temps additionnel de la deuxième période. Cette victoire permet au club de prendre la première place pour la première fois de la saison. Cette performance vaut à l'équipe d'être remarquée dans le reste de l'Europe, qui est alors comparé à Leicester City, leader lui aussi inattendu du championnat anglais,.
Le déplacement sur la pelouse de l'Amkar Perm le 18 mars voit cependant Rostov connaître un coup d'arrêt, devant concéder un match nul et vierge au terme d'une rencontre pauvre en occasions. Couplée à la victoire du CSKA contre le Kouban Krasnodar, cette contre-performance voit le club retomber à la deuxième place avec deux points de retard. Les Rostoviens reprennent rapidement les devants lors du match suivant, qui les voit l'emporter 2-0 contre le Spartak Moscou grâce à des buts rapides de Bastos dès la deuxième minute puis de Christian Noboa à la vingtième minute, et reprendre la première place, profitant du faux pas du CSKA face au Zénith Saint-Pétersbourg.
Cet avantage s'avère une nouvelle fois temporaire cependant, Rostov concédant un nouveau match nul le 8 avril, cette fois sur la pelouse de l'Anji Makhatchkala, dernier du championnat, qui se montre plus dangereux mais ne parvient pas à concrétiser ses quelques occasions (0-0), amenant les jaunes et bleus à concéder une nouvelle fois leur place de leader aux Moscovites, qui l'emportant quant à eux largement contre le Mordovia Saransk le lendemain (7-1). Le match nul du CSKA face au Lokomotiv la semaine suivante donne aux Rostoviens une chance de reprendre pour la troisième le fauteuil de leader. Se déplaçant donc sur la pelouse du Kouban Krasnodar, les visiteurs dominent et ont plusieurs occasions d'ouvrir le score, mais manquent de finition. Ils finissent finalement par prendre l'avantage à la 81e minute de jeu par l'intermédiaire du capitaine Alexandru Gațcan qui inscrit le seul et unique but du match et permet aux siens de reprendre la tête du championnat (0-1).
Pour le dernier match du mois d'avril, Rostov reçoit le Zénith Saint-Pétersbourg, troisième à seulement deux points de la première place. Ces derniers, en grande forme et qualifiés pour la finale de la Coupe de Russie sont vus comme favoris de la confrontation voire pour le titre de champion,. Relativement dominés durant la première période, les Rostoviens parviennent à garder leurs cages inviolées et agissent en contre-attaque, réussissant à prendre l'avantage à la fin de la mi-temps par l'intermédiaire de Guélor Kanga. La deuxième période est assez similaire, le Zénith ne parvenant pas à concrétiser ses quelques occasions tandis que les hôtes doublent la mise par Sardar Azmoun à l'heure de jeu avant qu'Aleksandr Yerokhine n'assure la victoire des siens à un quart d'heure de la fin, portant le score final à 3-0 tandis que le FKR enchaîne un huitième match d'affilée sans concéder le moindre but,.

#### Perte du titre et qualification en Ligue des champions - Journées 26 à 30

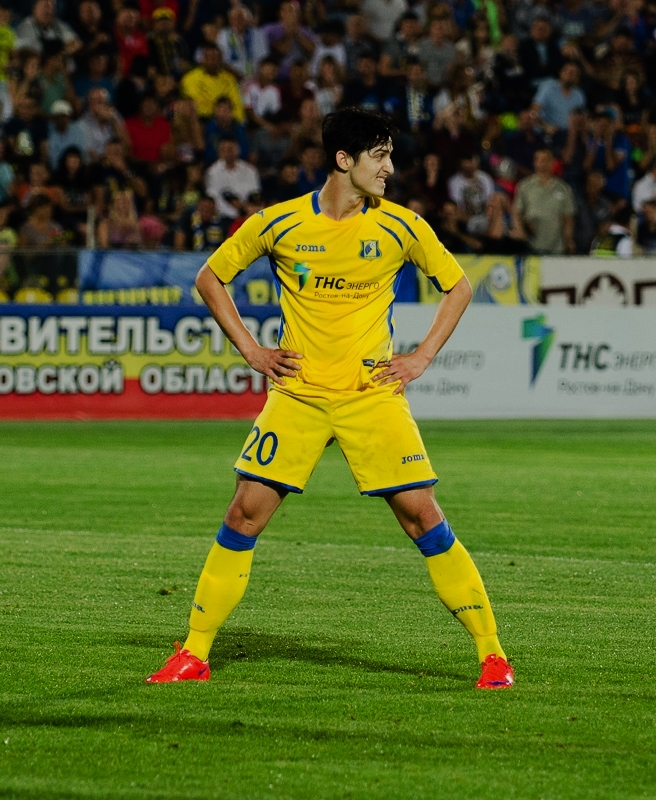
Avec six buts lors des six derniers matchs, Sardar Azmoun est le joueur en forme de la fin de saison.

Se déplaçant sur la pelouse de la lanterne rouge du championnat, le Mordovia Saransk le 1er mai, Rostov ne parvient pas à trouver la marque au cours d'une première période pauvre en occasions. Ce sont finalement les hôtes qui ouvrent le score peu après le retour des vestiaires, Sergueï Samodine donnant l'avantage aux siens à la 56e minute. Les Rostoviens répliquent onze minutes plus tard par l'intermédiaire de Sardar Azmoun. Malgré leur domination, ils ne parviennent cependant pas à inscrire le but de la victoire et concèdent même un penalty à cinq minutes de la fin du temps réglementaire, transformé par Dalibor Stevanović, qui offre une victoire inattendue aux Saranskiens (2-1), tandis que les visiteurs subissent leur première défaite de l'année et perdent une nouvelle fois leur première place.
Rostov reçoit cinq jours plus tard le Lokomotiv Moscou, en difficulté depuis la reprise du championnat. Les jaune et bleus en profitant rapidement en ouvrant le score dès la huitième minute par l'intermédiaire d'Azmoun une nouvelle fois avant que Christian Noboa ne double la mise pour les hôtes peu avant la mi-temps. Malgré la réduction de l'écart de Petar Škuletić en début de deuxième période, les Rostoviens tiennent leur avantage et l'emportent 2-1,. Se déplaçant le 12 mai sur la pelouse de l'autre club moscovite du Dynamo, c'est cette fois Rostov qui concède rapidement l'ouverture du score, Fatos Bećiraj donnant l'avantage aux hôtes après un quart d'heure de jeu. Les visiteurs mettent cependant la pression et obtiennent l'égalisation à la quarantième minute sur un but d'Azmoun, qui double la mise dès le retour des vestiaires à la 50e minute avant que Fiodor Koudriachov n'assure la victoire au FKR un quart d'heure plus tard.
Pour leur dernier match à domicile de la saison, les Rostoviens reçoivent l'Oural Iekaterinbourg, déjà assuré de terminer en milieu de classement, en sachant qu'une victoire leur assurerait une qualification pour la Ligue des champions. Nettement dominateurs, ils doivent cependant attendre la 74e minute de jeu pour trouver la marque grâce à Azmoun, qui inscrit là son sixième but en cinq matchs. Les Ouraliens ne se montrent quant à eux pas dangereux et ne parviennent pas à revenir au score (1-0).
À l'aube de la dernière journée, le FK Rostov et le CSKA Moscou sont les deux derniers prétendants au titre final, les Moscovites ayant alors un avantage de deux points avant de se déplacer sur la pelouse du Rubin Kazan tandis que les Rostoviens se déplacent eux aussi chez le Terek Grozny, ces deux équipes n'ayant quant à elles plus rien à jouer, et doivent obligatoirement l'emporter en espérant un faux pas du CSKA. Ces espoirs sont cependant vite mis à mal, Moscou ouvrant rapidement la marque de leur côté après vingt minutes de jeu. Les jaune et bleus prennent quant à eux l'avantage au score à la demi-heure de jeu par l'intermédiaire de Christian Noboa avant de doubler la mise au retour des vestiaires sur un but d'Aleksandr Yerokhine. Le score n'évolue par la suite plus et Rostov s'impose 2-0, cela va cependant de même pour le CSKA, qui gagne quant à lui 1-0 et s'adjuge le titre de champion tandis que le FKR doit se contenter de la deuxième place,,,.

### Classement final et statistiques
Le FK Rostov termine à la deuxième place du championnat de Russie avec dix-neuf victoires, six matchs nuls et cinq défaites pour un total de 63 points, soit deux de moins que le CSKA Moscou, champion de Russie, mais quatre de plus que le Zénith Saint-Pétersbourg qui complète le podium.
Les Rostoviens possèdent la meilleure défense du championnat, n'ayant concédé que vingt buts en trente matchs. Leur attaque, qui comptabilise 41 buts, ne se classe quant à elle que sixième. Rostov est par ailleurs la deuxième meilleure formation du championnat à domicile, ayant accumulé un total de 37 points en quinze rencontres à l'Olimp-2, à un point du CSKA Moscou ; il se classe dans le même temps troisième au classement à l'extérieur, décomptant 26 points en quinze matchs, soit deux de moins que le Zénith Saint-Pétersbourg qui domine ce classement.
N'étant jamais descendu plus bas que la dixième place à l'issue de la première journée, le club a occupé la première place pendant quatre journées entre les vingtième et vingt-cinquième tours avant de devoir laisser la place au CSKA Moscou, qu'il ne parvient pas à rattraper par la suite. Cette deuxième position permet cependant à Rostov de se qualifier pour la première fois de son histoire pour la Ligue des champions lors de la saison 2016-2017, où il intègre le troisième tour de qualification. Il s'agît également du meilleur classement de l'histoire du club, qui n'avait jamais fait mieux qu'une sixième place lors de la saison 1998.
Extrait du classement final de Premier-Liga 2015-2016
| Rang | Équipe                       | Pts | J  | G  | N | P  | Bp | Bc | Diff |
| --- | ---------------------------- | --- | -- | -- | - | -- | -- | -- | ---- |
| 1 | CSKA Moscou                  | 65  | 30 | 20 | 5 | 5  | 51 | 25 | +26  |
| 2 | FK Rostov                    | 63  | 30 | 19 | 6 | 5  | 41 | 20 | +21  |
| 3 | Zénith Saint-Pétersbourg T C | 59  | 30 | 17 | 8 | 5  | 61 | 32 | +29  |
| 4 | FK Krasnodar                 | 56  | 30 | 16 | 8 | 6  | 54 | 25 | +29  |
| 5 | Spartak Moscou               | 50  | 30 | 15 | 5 | 10 | 48 | 39 | +9   |
| - Phase de groupes de la Ligue des champions 2016-2017 - Troisième tour de qualification de la Ligue des champions 2016-2017 - Phase de groupes pour la Ligue Europa 2016-2017 - Troisième tour de qualification de la Ligue Europa 2016-2017 |                              |     |    |    |   |    |    |    |      |

## Coupe de Russie
La Coupe de Russie 2015-2016 est la vingt-quatrième édition de la Coupe de Russie, compétition à élimination directe mettant aux prises les différents clubs de football professionnels, ainsi que quelques clubs amateurs, de Russie. Elle est organisée par la fédération russe en partenariat avec la Ligue de football professionnel. Vainqueur de la compétition en 2014, le FK Rostov avait été éliminé lors des seizièmes de finale par le Syzran-2003, club de troisième division, la saison précédente.
En tant qu'équipe de première division, Rostov fait son entrée en lice au cinquième tour de la compétition, qui est le stade des seizièmes de finale. Opposé au club du FK Tosno, pensionnaire de deuxième division, les deux équipes se rencontrent le 24 septembre 2015 au petit stade Petrovski. Du fait de problèmes au niveau du paiement des salaires de certains joueurs, le club est obligé d'envoyer une équipe principalement composée de jeunes joueurs. La rencontre est ainsi nettement dominée par Tosno, qui enregistre pas moins de vingt-quatre tirs sur toute la rencontre contre huit pour Rostov. Malgré cela, aucune des deux équipes ne parvient à trouver le chemin des filets au cours du temps réglementaire, les poussant à la prolongation. Les hôtes ouvrent finalement le score à la 99e minute de jeu par l'intermédiaire d'Ilya Mikhalyov (en). Le score n'évolue pas par la suite, et le club rostovien achève son parcours au même stade que la saison précédente,.

## Matchs officiels de la saison
Le tableau ci-dessous retrace dans l'ordre chronologique les trente-et-une rencontres officielles disputées par le FK Rostov durant la saison, qui s'étale du 18 juillet 2015 au 21 mai 2016. Le club rostovien a ainsi disputé trente matchs de championnat et un tour de Coupe de Russie. Les buteurs sont accompagnés d'une indication sur la minute de jeu où est marqué le but et, pour certaines réalisations, sur sa nature (penalty ou contre son camp).
Le bilan général de la saison est de dix-neuf victoires, six matchs nuls et six défaites avec 41 buts marqués pour 21 encaissés.
| Compétition     | MJ | V  | N | D | Bp | Bc | Diff |
| --------------- | -- | -- | - | - | -- | -- | ---- |
| Premier-Liga    | 30 | 19 | 6 | 5 | 41 | 20 | +21  |
| Coupe de Russie | 1  | 0  | 0 | 1 | 0  | 1  | -1   |
| Total           | 31 | 19 | 6 | 6 | 41 | 21 | +20  |

### Effectif professionnel

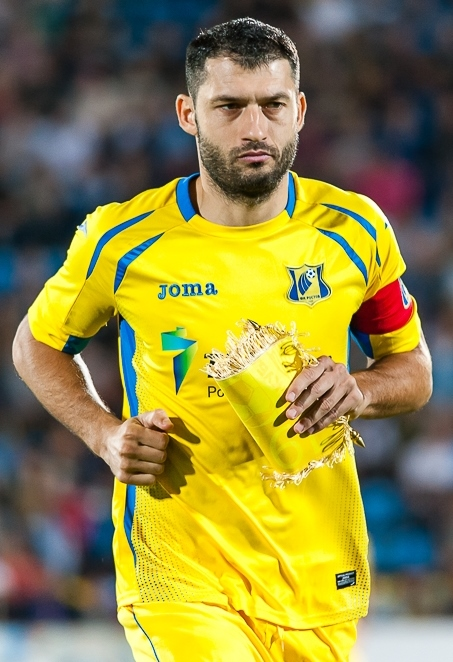
Présent depuis 2008, le milieu moldave Alexandru Gațcan est le capitaine du FK Rostov pour cette saison.

## Joueurs de la saison

### Statistiques individuelles
Le joueur le plus utilisé de l'effectif est le gardien Soslan Djanaïev, qui dispute les trente matchs de championnat dans leur intégralité pour un total de 2 700 minutes jouées, n'ayant raté que le seul match de Coupe de Russie disputé par le jeune Ievgueni Gochev. Au niveau des joueurs de champ, les défenseurs César Navas et Ivan Novosseltsev s'affichent comme les leaders dans ce domaine, cumulant tous les deux vingt-huit matchs joués pour 2 520 minutes de temps de jeu. Un autre défenseur, Bastos affiche quant à lui 2 340 minutes jouées en vingt-six matchs.
L'attaquant le plus prolifique est Sardar Azmoun, qui a inscrit neuf buts en 1 276 minutes sur vingt-quatre matchs, il est suivi de Dmitri Poloz qui cumule sept buts en 2 132 minutes répartis sur trente matchs. Christian Noboa est le troisième meilleur buteur de la saison avec quatre buts marqués en vingt-quatre matchs, pour un décompte de 2 160 minutés jouées.
Il est à noter que l'unique match de Coupe de Russie disputé par le club cette saison-là voit principalement jouer des jeunes joueurs de l'effectif réserve, qui disputent donc pour la grande majorité leur unique rencontre de la saison.

## Affluence
L'affluence cumulée de la saison à domicile est de 200 008 spectateurs pour quinze matchs, soit une moyenne d'environ 13 334 spectateurs par match.
Les affluences les plus élevées sont atteintes lors des confrontations successives contre le CSKA et le Spartak Moscou ainsi que le Zénith Saint-Pétersbourg durant les mois de mars et avril 2016, qui sont toutes disputées à guichets fermés avec 15 800 spectateurs par match. La dernière rencontre match de la saison face à l'Oural Iekaterinbourg accueille quant à elle 15 557 personnes.
À l'inverse, le match contre le Mordovia Saransk, disputé au mois d'octobre 2015, voit 10 035 personnes se déplacer, constituant la plus mauvaise affluence de la saison. S'ensuivent les rencontres face au Rubin Kazan au début du mois de décembre 2015 et contre le Terek Grozny en juillet 2015, qui accueillent respectivement 10 457 et 10 534 spectateurs.
Affluences à domicile du FK Rostov en championnat